# چپاچت (رود آیلند)
چپاچت (به انگلیسی: Chepachet) ، شهری در ایالت رود آیلند کشور ایالات متحده آمریکا است که جمعیت آن در سرشماری سال ۲۰۱۰ میلادی، ۱٬۶۷۵ نفر بوده‌است.

## نگارخانه

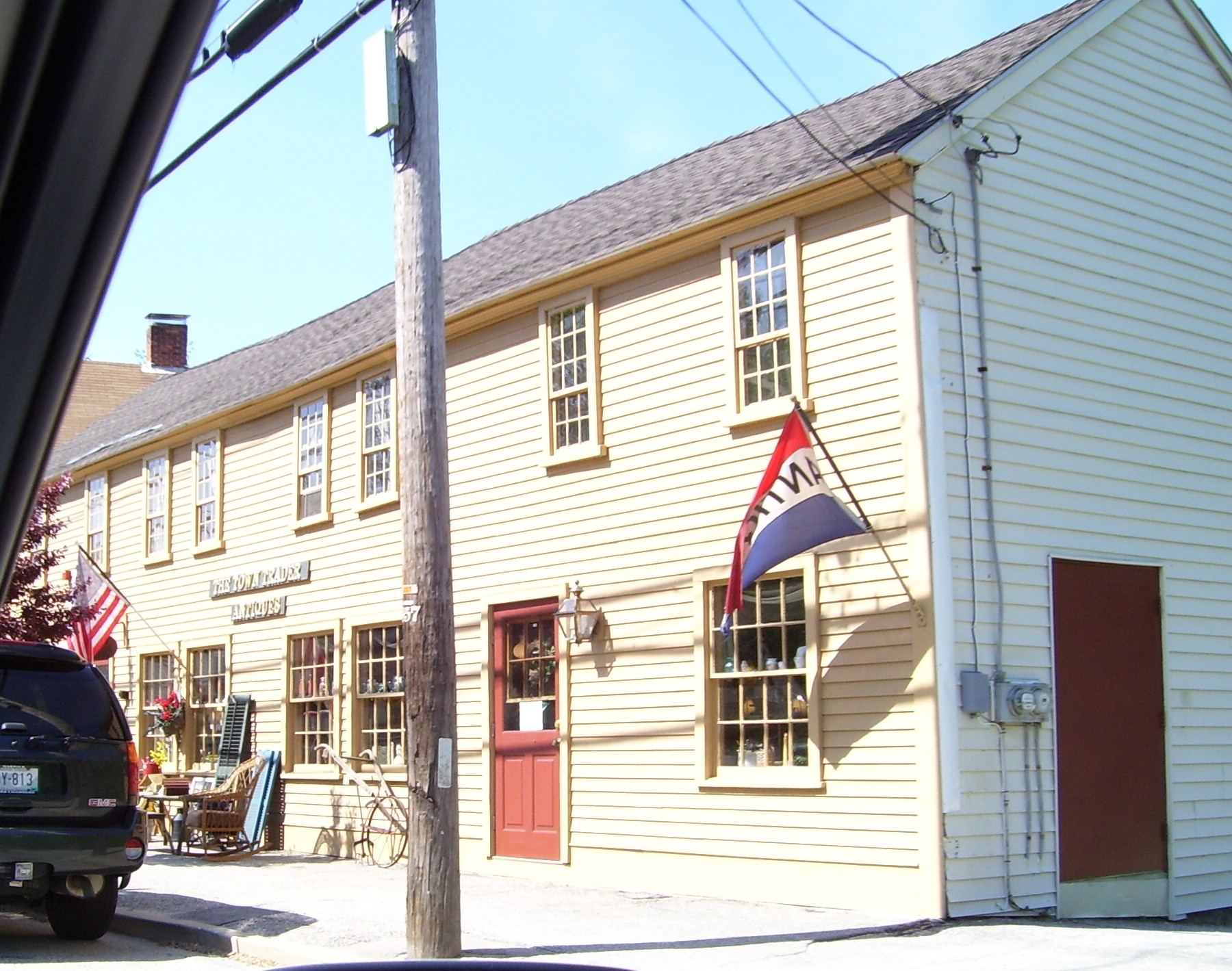